# Treskilling giallo
Il Gul tre skilling banco ("Tre scellini giallo", dallo svedese, ma internazionalmente conosciuto come Treskilling Yellow) è un francobollo svedese del 1855, tra i più rari del mondo, battuto all'asta nel maggio 2010 come il più costoso per una cifra che si aggira tra l'1,5 e i 2 milioni di euro.
Pezzo unico, scoperto da uno scolaro nel 1885, era stato accidentalmente stampato in giallo anziché in verde. È appartenuto, tra gli altri, allo Stato francese e al re di Romania Carlo II. È stato il francobollo che ha maggiormente segnato il mercato negli anni novanta, incrementando il proprio valore di centinaia di migliaia di dollari nel giro di alcune aste.